# Notoraja
Notoraja ist eine Gattung kleiner Weichnasenrochen (Arhynchobatidae), die im Indopazifik vorkommt. Die Gattung wurde 1958 als Untergattung von Breviraja beschrieben und 1968 in den Rang einer eigenständigen Gattung erhoben.

## Merkmale
Notoraja-Arten werden maximal 65 cm lang. Ihre Körperscheibe ist herzförmig und normalerweise breiter als lang. Die Enden der Brustflossen sind weit abgerundet. Wie bei allen Weichnasenrochen ist der Knorpel des Rostrums nicht verkalkt und weich und das spitz zulaufende Rostrum daher flexibel. Der Schwanz ist länger als der Abstand von der Schnauzenspitze zur Kloake. Er ist schon an der Basis relativ schlank. Die Augen sind mittelgroß. Ihr Durchmesser ist größer als der Abstand zwischen ihnen. Die Spritzlöcher sind kleiner als der Augendurchmesser. Das leicht gebogene Maul ist klein. In Ober- und Unterkiefer befinden sich 32 bis 50 quincunxartig angeordnete Zähne. Rund um die Augen finden sich einige Dornen. „Nacken“, „Schultern“ und die Rückenmitte sind ohne Dornen. Eine unregelmäßige Dornenreihe befindet sich auf dem Schwanz. Die Unterseite ist immer dornenlos. Kurz vor dem Schwanzende befinden sich zwei relativ kleine Rückenflossen von gleicher Form und Größe. Dornen zwischen den Rückenflossen fehlen. Die Schwanzflossenbasis ist länger als die der Rückenflossen. Ihr oberer Lobus ist niedrig. Notoraja-Arten haben 24 bis 32 Rumpfwirbel und 95 bis 119 Wirbel im Schwanz vor der ersten Rückenflosse. Der Spiraldarm hat 5 bis 6 Windungen.
Die Rückenseite ist bei den meisten Arten einfarbig hell oder dunkel gefärbt, bei anderen mit kleinen Punkten oder unregelmäßigen Flecken versehen. Die Unterseite ist hell, an den Rändern und am Schwanz bei einigen Arten aber deutlich dunkler.

## Arten
Zur Gattung Notoraja gehören 15 Arten:
- Notoraja alisae Séret & Last, 2012
- Notoraja azurea McEachran & Last, 2008
- Notoraja fijiensis Séret & Last, 2012
- Notoraja hesperindica Weigmann et al., 2021[3]
- Notoraja hirticauda Last & McEachran, 2006
- Notoraja inusitata Séret & Last, 2012
- Notoraja lira McEachran & Last, 2008
- Notoraja longiventralis Séret & Last, 2012
- Notoraja martinezi Concha et al., 2016
- Notoraja ochroderma McEachran & Last, 1994
- Notoraja sapphira Séret & Last, 2009
- Notoraja sereti White, Last & Mana, 2017
- Notoraja sticta McEachran & Last, 2008
- Notoraja tobitukai (Hiyama, 1940), Typusart
- Notoraja yurii Dolganov, 2020[4]

## Belege
1. 1 2  David A. Ebert: Deep-sea Cartilaginous Fishes of the Indian Ocean. Volume 2 Batoids and Chimaeras. FAO Species Catalogue for Fishery Purposes No. 8, Vol. 2, E-ISBN 978-92-5-108453-3, Seite 40–41.
2. ↑  Notoraja auf Fishbase.org (englisch)
3. ↑  Weigmann, S., Séret, B. & Stehmann, M.F.W. (2021): Notoraja hesperindica sp. nov., a new colorful deep-sea softnose skate (Elasmobranchii, Rajiformes, Arhynchobatidae) and first generic record from the western Indian Ocean. Marine Biodiversity, 51: 35.
4. ↑  Dolganov, V.N. (2020): Notoraja yurii sp. n. (Arhynchobatidae: Rajoidei), a New Skate Species from the Thalassobathyal Zone of the Indian Ocean. Biologiya Morya (Vladivostok), 46 (1): 60-64.